# Lille Mølle
Lille Mølle (in italiano piccolo mulino) è una casa museo situata nel distretto Christianshavn della città danese di Copenaghen. È un mulino a vento smock eretto nel 1783 al posto di un precedente mulino a palo risalente al 1669. Nel 1906 è stato riconvertito in casa privata. È proprietà del Museo nazionale danese, aperto ai visitatori; la casa è stata mantenuta con l'arredamento originale dell'epoca, nel tipico stile eclettico.